# Afghanische Cricket-Nationalmannschaft in Irland in der Saison 2022
Die Tour der afghanischen Cricket-Nationalmannschaft nach Irland in der Saison 2022 fand vom 9. bis zum 17. August 2022 statt. Die internationale Cricket-Tour war Bestandteil der Internationalen Cricket-Saison 2022 und umfasste fünf Twenty20s. Irland gewann die Serie mit 3–2.

## Vorgeschichte
Irland bestritt zuvor eine Tour gegen Südafrika, Afghanistan bestritt zuvor eine Tour in Simbabwe. Das letzte Aufeinandertreffen der beiden Mannschaften bei einer Tour fand in der Saison 2020/21 in den Vereinigten Arabischen Emiraten statt.

## Stadion
Das folgende Stadion wurde für die Tour als Austragungsort vorgesehen.
| Stadion  | Stadt   | Kapazität | Spiele      |
| -------- | ------- | --------- | ----------- |
| Stormont | Belfast | 7.000     | 1. – 3. T20 |

## Kaderlisten
Afghanistan benannte seine Kader am 1. August 2022.
| Twenty20 | Twenty20 |
| Irland | Afghanistan |
| --- | --- |
| - Andrew Balbirnie (K) - Mark Adair - Curtis Campher - Gareth Delany - George Dockrell - Stephen Doheny - Fionn Hand - Josh Little - Andy McBrine - Barry McCarthy - Paul Stirling - Harry Tector - Lorcan Tucker - Craig Young | - Mohammad Nabi (K) - Fareed Ahmad - Noor Ahmad - Sharafuddin Ashraf - Fazalhaq Farooqi - Rahmanullah Gurbaz - Karim Janat - Rashid Khan - Azmatullah Omarzai - Darwish Rasooli - Hashmatullah Shahidi - Naveen-ul-Haq - Ibrahim Zadran - Hazratullah Zazai - Najibullah Zadran - Afsar Zazai |

## Twenty20 Internationals

### Erstes Twenty20 in Belfast
| 9. August Scorecard | Belfast | Afghanistan 168-7 (20)       | – | Irland 171-3 (19.5) |
|                     |         | Irland gewinnt mit 7 Wickets |   |                     |

Afghanistan gewann den Münzwurf und entschied sich als Schlagmannschaft zu beginnen. Eröffnungs-Batter Rahmanullah Gurbaz und Usman Ghani bildeten eine erste Partnerschaft. Gurbaz schied nach 26 Runs aus und nachdem Najibullah Zadran 15 Runs sein Wicket verloren hatte, schied auch Ghani nach einem Half-Century über 59 Runs aus. Von den verbliebenen Battern war Ibrahim Zadran mit 29* Runs der erfolgreichste. Bester irischer Bowler war Barry McCarthy mit 3 Wickets für 34 Runs. Irland begann mit Paul Stirling und Andrew Balbirnie. Stirling schied nach 31 Runs aus und wurde durch Lorcan Tucker ersetzt. Balbirnie erzielte ein Fifty über 51 Runs und auch Tucker konnte ein Half-Century über 50 Runs erreichen. Die Partnerschaft zwischen Harry Tector (25* Runs) und George Dockrell (10* Runs) erhöhte die Vorgabe auf 172 Runs. Die afghanischen Wickets wurde durch Mujeeb Ur Rahman, Mohammad Nabi und Naveen-ul-Haq erzielt. Als Spieler des Spiels wurde Andrew Balbirnie ausgezeichnet.

### Zweites Twenty20 in Belfast
| 11. August Scorecard | Belfast | Afghanistan 122-8 (20)       | – | Irland 125-5 (19) |
|                      |         | Irland gewinnt mit 5 Wickets |   |                   |

Afghanistan gewann den Münzwurf und entschied sich als Schlagmannschaft zu beginnen. Nachdem die Eröffnungs-Batter früh ausschieden bildeten Hashmatullah Shahidi und Ibrahim Zadran eine Partnerschaft. Zadran schied nach 17 Runs aus und Shahidi nach 36 Runs. Von den verbliebenen Battern konnten nur noch Azmatullah Omarzai (11 Runs) und Naveen-ul-Haq (10* Runs) eine zweistellige Run-Zahl erreichen. Vier irische Bowler erzielten jeweils 2 Wickets: Mark Adair für 12 Runs, Curtis Campher für 13 Runs, Josh Little für 18 Runs und Gareth Delany für 19 Runs. Der irischen Eröffnungs-Batter Andrew Balbirnie konnte zusammen mit Lorcan Tucker eine Partnerschaft aufbauen. Balbirnie schied nach 46 Runs aus und Tucker erreichte 27 Runs. Daraufhin konnte George Dockrell mit 25* Runs die Vorgabe einholen. Bester afghanischer Bowler war Mohammad Nabi mit 2 Wickets für 15 Runs. Als Spieler des Spiels wurde Josh Little ausgezeichnet.

### Drittes Twenty20 in Belfast
| 12. August Scorecard | Belfast | Afghanistan 189-5 (20)          | – | Irland 167-9 (20) |
|                      |         | Afghanistan gewinnt mit 22 Runs |   |                   |

Irland gewann den Münzwurf und entschied sich als Feldmannschaft zu beginnen. Für Afghanistan begannen Hazratullah Zazai und
Rahmanullah Gurbaz mit einer ersten Partnerschaft. Nachdem Gurbaz nach einem Half-Century über 53 Runs ausgeschieden war, verlor auch Zazai nach 39 Runs sein Wicket. Ihnen folgten eine Partnerschaft zwischen Ibrahim Zadran und Najibullah Zadran. Ibrahim Zadran erreichte 36 Runs und Najibullah Zadran, der sein Wicket mit dem letzten Ball des Innings verlor, 42. Bester irischer Bowler war Josh Little mit 2 Wickets für 29 Runs. Irland verlor früh seine Eröffnungs-Batter, bevor sich Lorcan Tucker etablierte und Gareth Delany als Partner fand. Tucker scheid nach 31 Runs aus und bald darauf auch Delany mit 16. Daraufhin bildete sich eine Partnerschaft zwischen George Dockrell und Fionn Hand. Hand verlor sein Wicket nach 36 Runs, während Dockrell das Inning ungeschlagen mit einem Fifty über 58 Runs beendete, was jedoch nicht ausreichte, um die Vorgabe einzuholen. Bester afghanischer Bowler war Naveen-ul-Haq mit 3 Wickets für 38 Runs. Als Spieler des Spiels wurde Rahmanullah Gurbaz ausgezeichnet.

### Viertes Twenty20 in Belfast
| 15. August Scorecard | Belfast | Afghanistan 132-6 (11/11)       | – | Irland 105 (11/11) |
|                      |         | Afghanistan gewinnt mit 27 Runs |   |                    |

Auf Grund von Regenfällen musste der Start verschoben werden und die Overzahl wurde uaf 11 reduziert. Irland gewann den Münzwurf und entschied sich als Feldmannschaft zu beginnen. Der afghanische Eröffnungs-Batter Rahmanullah Gurbaz konnte zunächst 24 Runs erzielen. Ihm folgte Najibullah Zadran, der zusammen mit Rashid Khan eine Partnerschaft aufbaute. Zadran schied nach einem Half-Century über 50 Runs aus, während Khan das Innings ungeschlagen mit 31* Runs beendete. Bester irischer Bowler war Gareth Delany mit 3 Wickets für 33 Runs. Für Irland begannen Paul Stirling und Andrew Balbirnie. Balbirnie schied nach 15 Runs aus und Stirling nach 20. Daraufhin bildeten Harry Tector und George Dockrell eine Partnerschaft. Tector schied nach 13 Runs aus, während Dockrell keinen weiteren partner finden konnte und ungeschlagen mit 41* Runs das Innings beendete. Bester afghanischer Bowler war Fareed Ahmad mit 3 Wickets für 14 Runs. Als Spieler des Spiels wurde Rashid Khan ausgezeichnet.

### Fünftes Twenty20 in Belfast
| 17. August Scorecard | Belfast | Afghanistan 95-5 (15/15)                  | – | Irland 56-3 (6.4/7) |
|                      |         | Irland gewinnt mit 7 Wickets (D/L method) |   |                     |

Irland gewann den Münzwurf und entschied sich als Feldmannschaft zu beginnen. Nachdem Eröffnungs-Batter Hazratullah Zazai 10 Runs für Afghanistan erzielte, etablierte sich Usman Ghani. An seiner Seite erzielte Najibullah Zadran 10 Runs. Daraufhin etablierte sich Azmatullah Omarzai an der Seite von Ghani, bevor einsetzender Regen das Innings im 15. Over beendete. Ghani erreichte bis dahin 44* Runs und Omarzai 15* Runs. Bester irischer Bowler war Mark Adair mit 3 Wickets für 16 Runs. Nachdem die Regenfälle aufhörten erhielt Irland die Vorgabe von 56 Runs aus 7 Overn. Eröffnungs-Batter Paul Stirling konnte zusammen mit Lorcan Tucker eine Partnerschaft aufbauen. Stirling schied nach 16 Runs aus und Tucker nach 14 und die hineinkommenden Batter Harry Tector (9* Runs) und George Dockrell (7* Runs) konnten dann die Vorgabe zwei Bälle vor Schluss einholen. Bester afghanischer Bowler war Mujeeb Ur Rahman mit 2 Wickets für 17 Runs. Als Spieler des Spiels wurde Mark Adair ausgezeichnet.

## Auszeichnungen

### Player of the Series
Als Player of the Series wurden der folgende Spieler ausgezeichnet.
| Serie   | Player of the Series |
| ------- | -------------------- |
| Tweny20 | George Dockrell      |

### Player of the Match
Als Player of the Match wurden die folgenden Spieler ausgezeichnet.
| Spiel       | Player of the Match |
| ----------- | ------------------- |
| 1. Twenty20 | Andrew Balbirnie    |
| 2. Twenty20 | Josh Little         |
| 3. Twenty20 | Rahmanullah Gurbaz  |
| 4. Twenty20 | Rashid Khan         |
| 5. Twenty20 | Mark Adair          |